# Ruptawa (gmina)

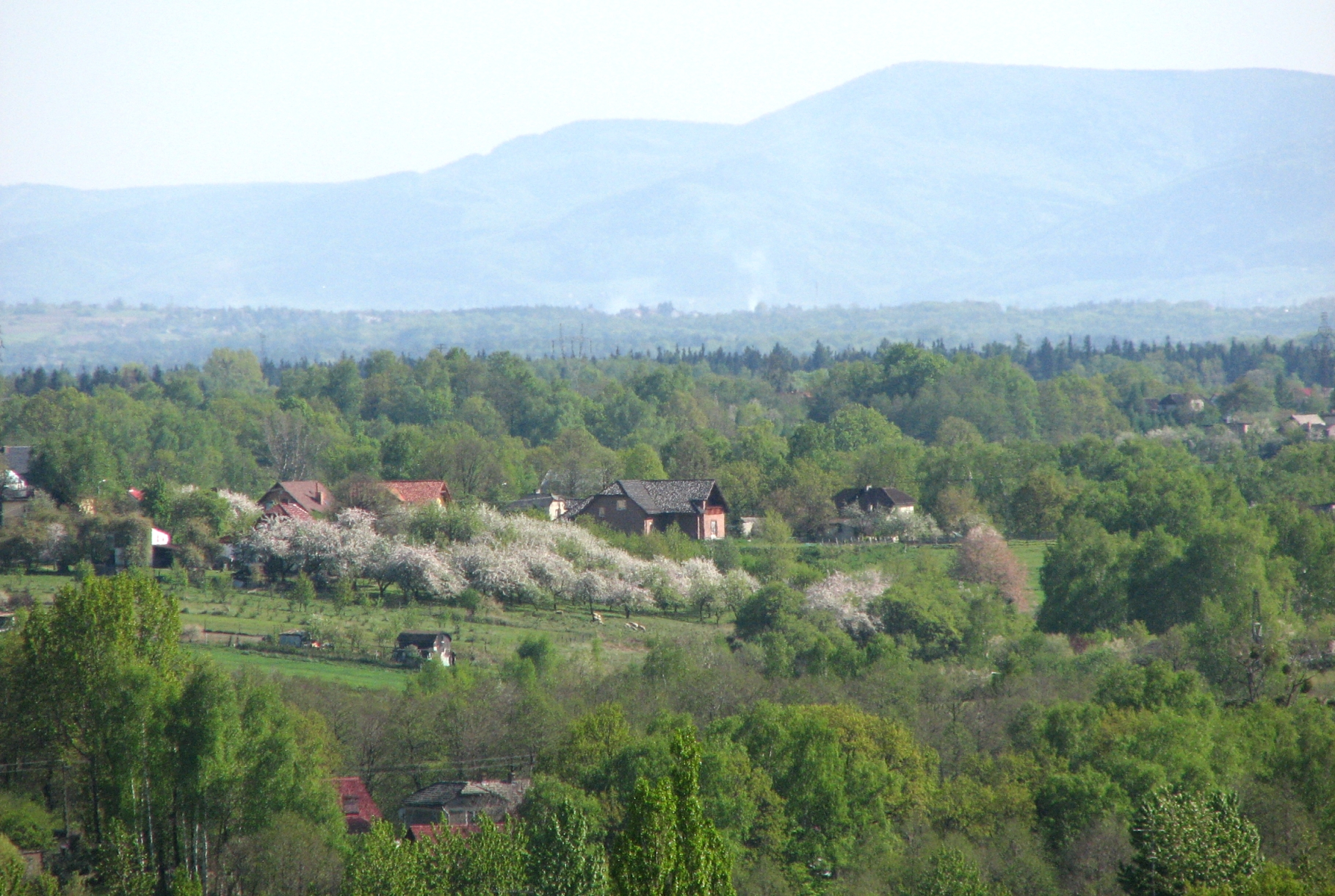
Ruptawa

Ruptawa – dawna gmina wiejska istniejąca w latach 1973–1975 w woj. katowickim. Siedzibą władz gminy była Ruptawa (obecnie dzielnica Jastrzębia-Zdroju).
Gmina (zbiorowa) Ruptawa została utworzona 1 stycznia 1973 w powiecie wodzisławskim w woj. katowickim. W jej skład weszły sołectwa Bzie Dolne, Bzie Górne, Bzie Zameckie, Cisówka, Moszczenica i Ruptawa.
27 maja 1975 jednostka została zniesiona, a jej obszar (wraz z obszarem gminy Szeroka) włączony do Jastrzębia-Zdroju w tymże powiecie i województwie.